# Karbowa
Karbowa – część Katowic, położona w centralnym rejonie miasta, w granicach dwóch dzielnic: Osiedla Paderewskiego-Muchowca i Śródmieścia, w rejonie ulic Francuskiej, Powstańców i K. Damrota. 
Początki miejscowości sięgają XVI wieku, kiedy to został założony folwark i osada folwarczna. Karbowa powstała w tym samym okresie co Katowice, zaś w XIX wieku stała ona się miejscem hutnictwa cynku za sprawą huty „Emma”. Na początku XX wieku działały tutaj dwie cegielnie. Po II wojnie światowej tereny Karbowej uległy przeobrażeniom – powstała w rejonie osady część osiedla I.J. Paderewskiego, a od lat 90. XX wieku m.in. szereg biurowców i placówek publicznych, w tym gmachy Biblioteki Śląskiej czy Sądu Okręgowego w Katowicach. 

## Historia
Karbowa została założona równocześnie ze wsią Katowice w XVI wieku. Obie osady wchodziły zaś początkowo w skład dóbr ziemskich należących do właścicieli Kuźnicy Boguckiej, a pierwsza wzmianka Katowicach i Karbowej pochodzi z 1598 roku. Karbowa w źródłach wymieniona jest potem w 1607 roku jako Karbowice, gdzie wspominana jest w wyroku sądu ziemskiego w Pszczynie w sprawie roszczeń Katarzyny Salomonowej do 25 zagrodników. W kolejnych dokumentach nie wspomina się o Karbowicach, zaś dopiero w XVIII wieku wskazana jest nazwa Karbowa jako nazwa folwarku na wschód od Katowic.
Sama zaś nazwa Karbowa wywodzi się od karbowania, czyli zaznaczania cięciami liczby fur wiążących drewno lub węgiel drzewny. 
Folwark Karbowa istniał od XVI wieku. Pas folwarku miał zaś regularny układ łanowy. Granicę od zachodu wyznaczała obecna ulica Francuska, zaś od wschodu ulica K. Damrota. Zabudowa folwarczne były usytuowane nad dolnym dopływem Potoku Leśnego, w rejonie skrzyżowania ulic Powstańców i Francuskiej, naprzeciw cmentarza ewangelickiego . 
Pierwotnie rzymskokatoliccy mieszkańcy Karbowej przynależeli do bogucickiej parafii św. Szczepana, później do parafii Niepokalanego Poczęcia Najświętszej Maryi Panny, a potem do parafii katedralnej Chrystusa Króla .
Karbowa rozwijała się w ścisłej więzi z Katowicami jako przysiółek Kuźnicy Boguckiej, zaś w XIX wieku stała się ona ośrodkiem hutnictwa cynku. W tym też okresie, w ciągu obecnej ulicy Francuskiej istniał szlak, będący połączeniem Katowic z folwarkiem Karbowa. Droga ta w dalszym kierunku biegła do Muchowca. Na południe od folwarku Karbowa, w 1842 roku została założona huta cynku „Emma”, która prowadziła produkcję z przerwami do 1870. Zakład znajdował się u zbiegu późniejszej ulicy Francuskiej i autostrady A4, po jej zachodniej stronie.
W pobliżu huty „Emma” budowano familoki dla rodzin robotniczych. Nie posiadały one instalacji wodnej i kanalizacyjnej, a izby mieszkalne w nich były małe. Po pewnym okresie od zamknięcia huty „Emma” jej dawną kolonię robotniczą nazwano Karbowa.
Tereny Karbowej weszły w skład Katowic po nadaniu miastu praw miejskich 11 września 1865 roku. W 1905 roku do Katowic w rejonie Karbowej włączono niewielką enklawę przy ulicy Granicznej i do lat 20. XX wieku Karbowa tworzyła południową granicę Katowic.
W 1870 roku, wraz z konsekracją kościoła Mariackiego, na części terenów dawnego folwarku Karbowa, pomiędzy ulicami Powstańców a Jagiellońską założono dwa przylegające do siebie cmentarze: katolicki (od północy) i ewangelicki (od południa), który przejął funkcję niewielkiego cmentarza na wschód od ulicy K. Damrota. 
W grudniu 1885 roku w Karbowej mieszkało 487 osób.
Na początku XX wieku w rejonie Karbowej powstały dwie cegielnie. Jedną z nich była zakład Schalscha'sche Dampf-Ziegelei, który znajdował się naprzeciwko kolonii Karbowa, w rejonie obecnej ulicy Francuskiej 70. Na mapie z 1902 roku nie ma zaś już zaznaczonych obiektów po hucie „Emma”, a w jej miejscu znajdowała się kopalniana hałda. 

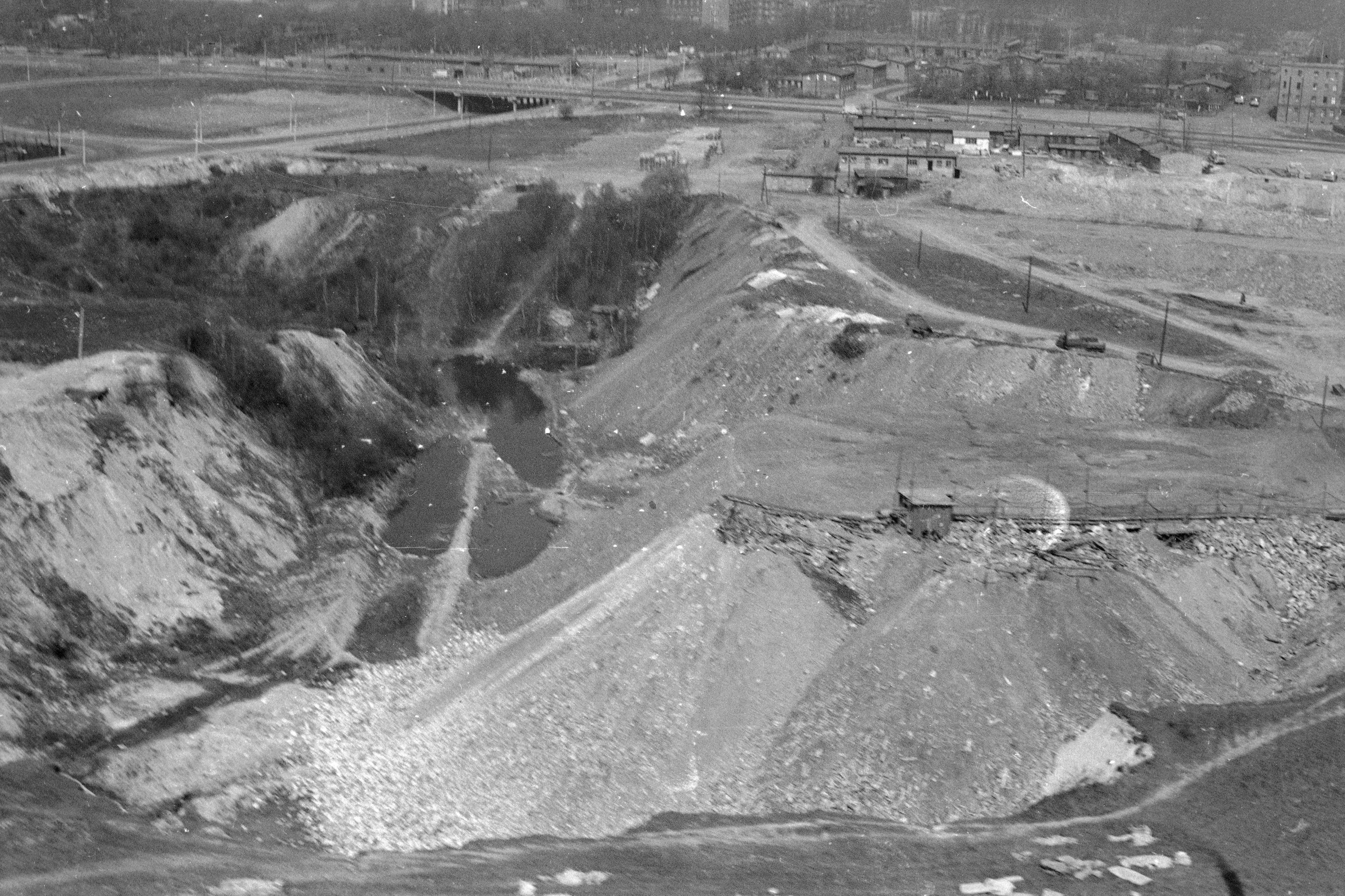
Zdjęcie lotnicze z 1974 roku; na pierwszym planie nieistniejąca cegielnia „Karbowa”, zaś po drugiej stronie alei Górnośląskiej, w górnej prawej części zdjęcia widoczna ówczesna zabudowa Karbowej

W 1920 roku w Karbowej został założony piłkarski klub sportowy „Strzał”. Był to też jedyny klub piłkarski z tej osady. Występował on w rozgrywkach o mistrzostwo obwodu katowickiego Górnośląskiego Okręgowego Związku Piłki Nożnej. Po 1922 roku nie został on reaktywowany. W latach 1920–1922 w Karbowej funkcjonował chór „Piast” zrzeszający 75 członków. W latach 1931–1937 działał tutaj chór męski Dzwon Zygmunta. Założycielem obydwu zespołów był Jan Związek. W pierwszych dniach II wojny światowej, 3 i 4 września 1939 roku oddział samoobrony na terenie Karbowej stawiły skuteczny opór jednostkom Wehrmachtu nacierającym od strony Brynowa.
Po II wojnie światowej w Karbowej zaczęły powstawać baraki przeznaczone dla różnych biur i przedsiębiorstw oraz magazyny. Budynki gospodarcze w rejonie Karbowej zaznaczone są na mapach wydanych w latach 60. XX wieku. Tereny Karbowej zaczęły zaś intensywniej się przekształcać od lat 70. XX wieku. W miejscu dawnej cegielni „Schalscha”, jeszcze w 1965 roku powstał wieżowiec Przedsiębiorstwa Budownictwa Węglowego. W latach 70. XX wieku, częściowo na dawnych terenach Karbowej wzniesiono nowe, duże osiedle mieszkaniowe – osiedle im. Ignacego Jana Paderewskiego.
W latach 90. XX wieku na skrzyżowaniu ulic Francuskiej i alei Górnośląskiej powstał węzeł komunikacyjny będący częścią autostrady A4. W tym samym dziesięcioleciu ulicy Powstańców powstał nowy gmach Biblioteki Śląskiej w Katowicach oraz gmach PKO Banku Polskiego. W latach 2012–2015 w miejscu dawnej kolonii robotniczej przy hucie „Emma” został wzniesiony Kompleks biurowy A4 Business Park, a w jego nieodległym sąsiedztwie, przy ulicy Francuskiej 38 w latach 2005–2009 wybudowano gmach Sądu Okręgowego w Katowicach.

## Charakterystyka
Karbowa znajduje się w rejonie ulic: Francuskiej, K. Damrota, I.J. Paderewskiego, J. Sowińskiego, Pilotów i Karbowa w Katowicach, w rejonie dwóch dzielnic: Osiedle Paderewskiego-Muchowiec i Śródmieście. Tereny tej części Katowic geograficznie położone są na Płaskowyżu Katowickim zbudowanym głównie ze skał karbońskich, w zlewni Potoku Leśnego będącej częścią dorzecza Wisły. W rejonie Karbowej znajdują się złoża iłów ceramiki budowlanej – ich wydobycie zostało zaś zaniechane, a złoża zasypane gruntami antropogenicznymi i w istotnej części zabudowane.
We wschodniej części Karbowej znajduje się fragment osiedla I.J. Paderewskiego, zaś rejon ulic Pilotów i Karbowa zabudowany jest budynkami jednorodzinnymi. Na pasie dawnego terenu folwarku Karbowa, przy ulicy Francuskiej usytuowany jest zaś cmentarz (rzymskokatolicki i ewangelicki). 
W szerszym ujęciu tereny Karbowej stanowią część terenów śródmiejskich Katowic z lokalizacją usług o znaczeniu regionalnym i metropolitalnym, zwłaszcza tereny dawnych zabudowań folwarku i kolonii huty „Emma” – rejon pomiędzy ulicami Francuską i K. Damrota . Według stanu z 2023 roku, siedzibę mają w tym rejonie m.in. następujące instytucje: Wojskowe Centrum Rekrutacji w Katowicach (ul. Francuska 30), Śląski Związek Piłki Nożnej (ul. Francuska 32), Sąd Okręgowy w Katowicach (ul. Francuska 38), Kuratorium Oświaty w Katowicach (ul. Powstańców 41a) czy Izba Administracji Skarbowej w Katowicach (ul. K. Damrota 25). W tym rejonie powstały także dwa większe kompleksy biurowe: Centrum Biurowe Francuska i A4 Business Park.  
Powstały w miejscu dawnej cegielni „Karbowa” wieżowiec Francuska 70 jest m.in. siedzibą części jednostek Urzędu Miasta Katowice, zaś przy ulicy Francuskiej 70a mieści się siedziba Sądu Rejonowego Katowice-Wschód. Założenie kompozycyjne placu Rady Europy obejmuje m.in. gmach Biblioteki Śląskiej (pl. Rady Europy 1; wojewódzka biblioteka publiczna o statusie naukowym), budynek dawnego BRE Banku oraz gmach PKO Banku Polskiego. 
Prócz autostrady A4, do ważniejszych dróg w rejonie Karbowej należą ulice Francuska i Powstańców. Są to drogi powiatowe zbiorcze (klasy Z), którymi kursują autobusy Zarządu Transportu Metropolitalnego (ZTM).

## Galeria
| - Centrum Biurowe Francuska (ul. Francuska) - Gmach Sądu Okręgowego w Katowicach (ul. Francuska 38) - A4 Business Park (ul. Francuska 42) - Gmach Biblioteki Śląskiej (pl. Rady Europy 1) |